# Bruderrat

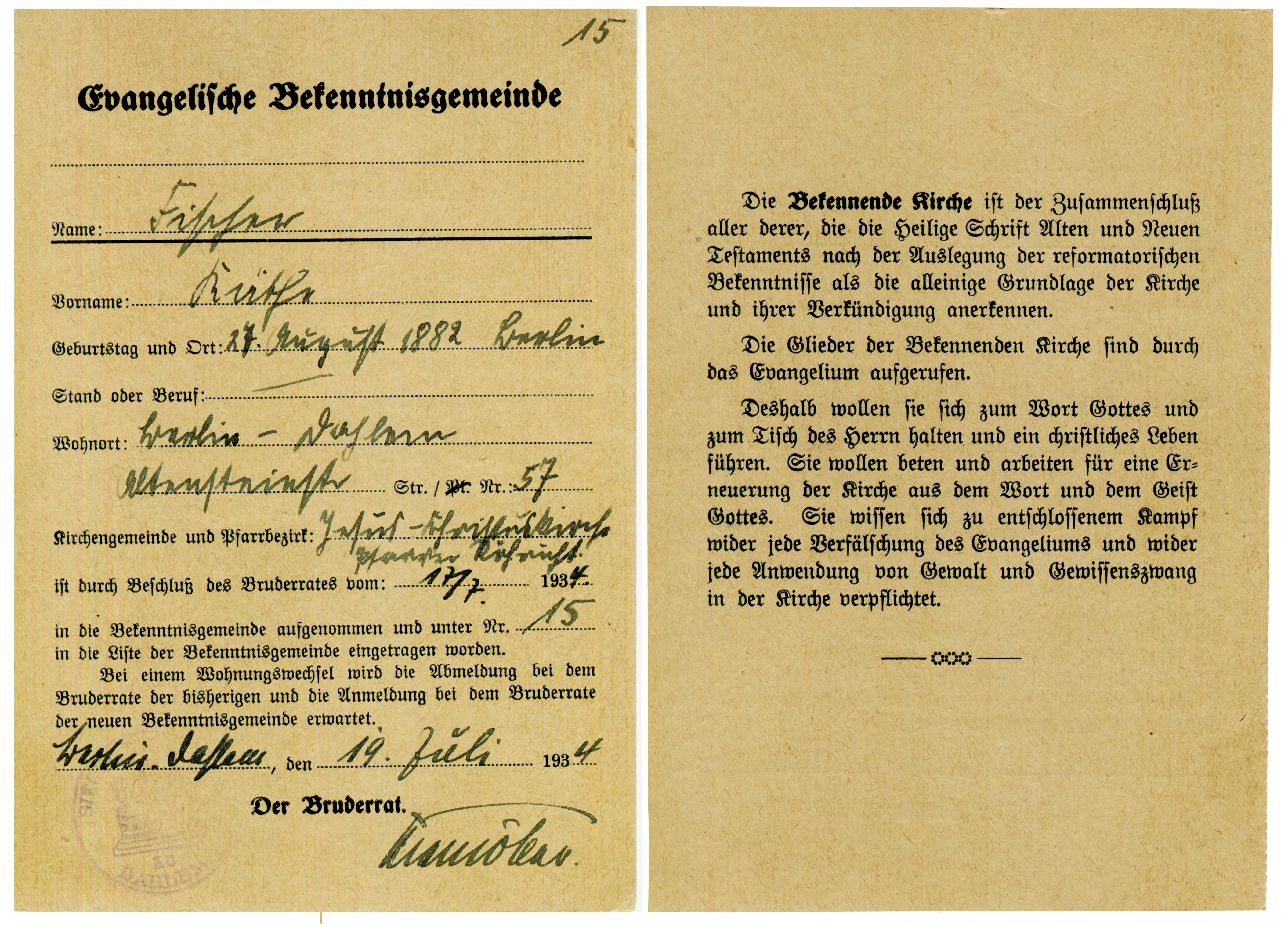
Mitgliedsausweis der Bekennenden Kirche, Berlin-Dahlem 1934 (Unterschrift: Bruderrat und Niemöller, Vorder- und Rückseite)

Ein Bruderrat war ein weitgehend informelles Gremium zur kollegialen Leitung von evangelischen Kirchengemeinden oder Teilen von ihnen in der Bekennenden Kirche während des Kirchenkampfes in der Zeit des Nationalsozialismus von 1933 bis zum Ausbruch des Zweiten Weltkriegs.

## Entwicklung
Während der Zeit des Nationalsozialismus strebten die Deutschen Christen (DC) eine nationale völkische und der Nationalsozialistischen Deutschen Arbeiterpartei nahestehende und von oben zentral nach dem Führerprinzip geleitete Kirche an und entfernten sich dabei von den ihrer Ansicht nach überkommenen Glaubenssätzen und Gemeindestrukturen. Die Deutschen Christen konnten mit ihrer nationalen Gesinnung vielfach Mehrheiten in den Presbyterien und Kirchenleitungen erreichen, stießen mit der Befürwortung des Arierparagraphen und der vollständigen Leugnung jüdischen Einflusses aber auch zunehmend auf Widerstand. Die sich zum „rechten Glauben bekennenden“ Pfarrer und ihre Gemeinden, oft auch nur Teile derselben, schlossen sich nach der Dahlemer Bekenntnissynode im Oktober 1934, an der das „Notrecht“ verabschiedet wurde, durch Beitritt (auf einer grünen Karte) mit eigenen Leitungs- und Verwaltungsstrukturen zu Bekennenden Gemeinden zusammen. Diese wurden von einem informell konstituierten Bruderrat geleitet, der vom leitenden Reichsbruderrat bestätigt wurde. Vielfach bestanden die offiziell gewählten zum Teil von den Deutschen Christen besetzten Strukturen parallel fort. Auch Kirchensteuern wurden weiter gezahlt, während die „illegalen Aktivitäten“ und auch die illegalen Pastoren (wenn der legale Pfarrer DCler war) durch Spenden und freiwillige Beiträge finanziert wurden.

## Kirchenorganisation durch Bruderräte
Die Strukturen der evangelischen Kirche von unten setzten sich in höheren Gremien der Landeskirchen, wenn sie von den DClern dominiert waren, bis zum Reichsbruderrat fort.